# Horacio Quiroga
Horacio Quiroga (1878-1937) là một nhà văn Uruguay, ông đã sinh sống nhiều năm ở mạn rừng Paraná, phía Bắc Argentina, rồi về Buenos Aires và mất tại đó. Ông để lại độ 100 truyện ngắn rải thành nhiều tuyển tập. Văn của ông ít nhiều chịu ảnh hưởng của E. A. Poe. Tuyển tập truyện ngắn của ông được dịch dang tiếng Việt là Những con thú đồng mưu.